# Neculai Ștefan Botez
Neculai Ștefan Botez (Botezu) (1843 - 1920) a fost un matematician și inginer român.
După absolvirea cursurilor de profil la Iași, devine inginer în domeniul podurilor și șoselelor.
Funcționează ca inginer șef la serviciul tehnic al județului Vaslui.
A  întocmit proiecte tehnice pentru amenajarea râului Bârlad.
Este cunoscut pentru celebra identitate care poartă numele său și al lui Eugène Charles Catalan:
{\displaystyle 1-{\frac {1}{2}}+{\frac {1}{3}}-{\frac {1}{4}}+\cdots -{\frac {1}{2n}}={\frac {1}{n+1}}+{\frac {1}{n+2}}+\cdots +{\frac {1}{2n}},\;\forall n\geq 1\!} (identitatea Botez-Catalan)
O formulare echivalentă este următoarea:
{\displaystyle {\frac {1}{n+1}}+{\frac {1}{n+2}}+\cdots +{\frac {1}{2n+1}}=1-{\frac {1}{2}}\left({\frac {1}{1\cdot 3}}+{\frac {1}{2\cdot 5}}+\cdots +{\frac {1}{n(2n+1)}}\right),\;\forall n\geq 1.\!}
Demonstrația se face prin inducție matematică.
Această egalitate apare în lucrarea sa intitulată: Proprietatea seriei armonice și utilitatea ei științifică, cercetată, dezvoltată și demonstrată prin analiza elementară, apărută în 1872.
Lucrarea a fost citată de Catalan în Sur la Constante de Euler et la fonction de Binet.